# Adolf Kuhn (architekt)
Adolf Kuhn (ur. 1826 w Krzeszowicach, zm. 30 listopada 1914 we Lwowie) – polski architekt. 

## Życiorys
Po ukończeniu szkoły średniej w Krakowie wyjechał do Francji, gdzie studiował budownictwo. Po powrocie do Krakowa od 1849 pracował w departamencie budownictwa w tamtejszym magistracie. W 1867 przeprowadził się do Lwowa, od 1878 był członkiem Polskiego Towarzystwa Politechnicznego, ponadto należał do Towarzystwa Uprawnionych Architektów i Galicyjskiej Izby Budowlanej, gdzie w 1903 otrzymał tytuł członka honorowego. W 1905 zasiadał w komisji oceniającej projekty gmachu Towarzystwa Politechnicznego, w tym okresie założył własne biuro projektowe. Tworzył w stylu historyzmu, był autorem wielu projektów obiektów sakralnych. 
Był stryjem lekarza Adolfa Kuhna, którym opekował się po śmierci jego rodziców.
Spoczywa na Cmentarzu Łyczakowskim.

## Dorobek architektoniczny
- Pałac Sapiehów przy ulicy Mikołaja Kopernika we Lwowie;
- Neogotycka kamienica przy ulicy Wasyła Stefanyka 11 (dawniej Ossolińskich);
- Pawilony Zakładu dla Chorych Umysłowych na Kulparkowie (1867-1876);
- Kościół w Kosienicach;
- Przebudowa klasztory bernardynów w Sokalu;
- Kościół rzymskokatolicki w Delatynie;
- Kościół w Truskawcu;
- Kościół w Kornalowicach;
- Kościół w Warzycach koło Jasła;
- Przebudowa wież kościoła bernardynów w Sokalu po pożarze;
- Neogotycki kościół w Jezierzanach;
- Kościół w Bilczu Złotym;
- Kościół św. Stanisława w Lubaczowie, trzynawowy, w stylu neoromańskim.